# Affektionsvärde
Affektionsvärde är ett subjektivt värde på egendom där värdet bygger på personliga och känslomässiga grunder. Detta icke-ekonomiska värde ska ses till skillnad från bruksvärdet eller marknadsvärdet som bägge kan beräknas oberoende av värderare och dennes eventuella förhållande till det som värderas. 

## Affektionsvärde vid ersättnings- och skadeståndsfrågor
Vid ersättningsanspråk på egendom som besitter ett affektionsvärde så gäller enligt gängse försäkringspraxis att hänsyn enbart tas till egendomens aktuella marknadsvärde.